# Oil Competición
Oil Competición fue un equipo argentino de automovilismo, nacida en el año 2010. Esta escudería fue creada con el objetivo de relanzar la carrera a nivel nacional del piloto José María López, luego de su frustrado intento de acceder en el año 2009 a la Fórmula 1 Internacional, después de haber obtenido un excelente año donde fue campeón en dos de las tres categorías en las que corrió (TC 2000 y Top Race). Este equipo fue creado debido al interés que demostró la empresa Oil Combustibles de auspiciar este proyecto, poniendo en pista un equipo de Turismo Carretera en 2010. Más tarde, fueron agregadas dos estructuras más, siendo estas presentadas en las categorías Top Race en 2010 y TC 2000 en 2011.  La dirección deportiva del equipo estuvo a cargo del expiloto Miguel Ángel Etchegaray, y la técnica del chasista Walter Alifraco.

## Historia
En el año 2009 y luego de la performance demostrada en el automovilismo nacional, fue anunciada la posible incorporación a la Fórmula 1 del piloto José María López. Este piloto argentino, consiguió proclamarse campeón, en dos de las tres categorías en las que había participado. Ese año, estuvo cerca de lograr lo que ningún otro piloto había logrado: El ganar las tres coronas de las tres categorías más importantes del país. Fue campeón de TC 2000, repitió el título en el Top Race, pero quedó a las puertas del título en el Turismo Carretera. Este andar demoledor, fue objeto de atención por parte del empresario norteamericano Peter Windsor, quién tenía a su cargo la responsabilidad de crear una escudería para competir en la máxima categoría mundial. La confirmación de este interés generó un gran movimiento mediático en torno a López, que finalmente consiguió abrochar su incorporación a este equipo. Tal fue la fuerza con la que repercutió la noticia que también la presidenta de la Nación, Cristina Fernández de Kirchner, resolvió entregarle un crédito al piloto cordobés para que pueda concursar en la categoría. Sin embargo, a pocos días de comenzar la temporada 2010, se confirmó la noticia de que el equipo no contaba con la infraestructura necesaria para encarar el campeonato mundial de F1. La situación de López dio un violento giro de 180°, ya que ahora se encontraba de a pie y con la novedad de que estuvo financiando un proyecto que quedaría en la nada. Las negociaciones a contrarreloj que realizaran sus representantes con otros equipos, no prosperaron, por lo que López debió volverse a su país a continuar con su carrera deportiva.
Para suerte de López, los contactos que logró cosechar en el ámbito nacional, le permitieron encontrar rápido refugio en el TC 2000 y en el Top Race. En la primera, el expiloto Víctor Rosso, propietario del equipo Honda Petrobrás, consiguió reubicarlo en la butaca de uno de sus Honda Civic. En la segunda, el chasista Christian Ávila, quien junto al motorista Carlos Servadío había fundado el equipo AS Racing, le tenía guardada la butaca de su Ford Mondeo II.
Sin embargo en el Turismo Carretera, la situación era distinta ya que el equipo HAZ Racing Team con el cual había participado y hasta estuvo cerca de proclamarse campeón, ya no tenía vacantes entre sus butacas. Fue por eso que Fernando Hidalgo, propietario del HAZ, decidió ofrecerle a López un viejo Chevrolet que perteneciera a Christian Ledesma. Debido a que el reglamento de Turismo Carretera permitía dos marcas por equipo y hasta tres autos por estructura, el HAZ había cerrado su estructura con dos Torino Cherokee (para Norberto Fontana y Martín Basso) y dos Ford Falcon (para Rafael Verna y Juan Pablo Gianini). Esto hacía que López deba buscar un nuevo equipo para su Chevrolet.
Fue entonces que, con la colaboración de Christian Ávila, la motorización de Jorge Pedersoli y la dirección deportiva de Miguel Ángel Etchegaray, López consiguió la estructura para poder correr en el TC. Unos meses más tarde, directivos de la empresa Oil Lubricantes se presentaron para patrocinar al equipo, además de darle su nombre y de designar al ingeniero Raúl Chicala como director general. Así, y con el objetivo de relanzar la carrera de José María López a nivel nacional, nació el equipo Oil Competición, el cual además de incorporar al piloto cordobés, sumó a sus filas a los hermanos Emiliano López y Nazareno López, hijos del empresario Cristóbal López, dueño de Oil Lubricantes. Ellos iban a estar encargados de tripular dos unidades Chevrolet y Ford para el TC Pista.
Una semana después de este estreno, el equipo anunciaría su desembarco en el Top Race, donde tomando como base al team AS Racing, formarían la nueva escudería en torno al campeón López. En esta categoría también se sumarían los hermanos López, quienes ya competían en la especialidad patrocinados por Oil Combustibles.
En su año debut, la estructura estaba conformada por tres coches de Top Race y tres de Turismo Carretera, siendo estos dos Ford Mondeo (de distintas generaciones) y un Citroën C5 para Top Race, y dos[Chevrolet Chevy y un Ford Falcon para el Turismo Carretera. Finalmente, y con el objetivo de mantener un estándar en las alineaciones del equipo, fueron presentadas tres unidades de Ford Mondeo II para competir en Top Race y tres Chevrolet Chevy para Turismo Carretera, siendo uno preparado para competir en TC y los otros dos para TC Pista.
A finales del año 2010, Oil Competición llegó a un acuerdo con la Scudería Fiat de TC 2000, para su desembarco en dicha categoría del automovilismo argentino. A la creación de la nueva Scudería Fiat Oil, se le sumó la renovación del plantel del equipo oficial de Fiat con los arribos de José María López, Emiliano López y Gabriel Ponce de León, quienes acompañarían al piloto Emiliano Spataro, quien tenía contrato con Fiat. A su vez, también fue confirmado un cambio en la dirección del equipo, con la designación del ingeniero Rafael Calafell (de vasta experiencia en el automovilismo europeo) como nuevo director técnico del equipo. Los cambios, también llegaron al Top Race, donde además de cambiar de modelos, se confirmó el alejamiento de Nazareno López de la escudería. De esta manera, la escudería se renovó poniendo en pista dos unidades Mercedes-Benz Clase C, en lugar de los Ford Mondeo.
Pero el trabajo de Calafell en el equipo terminaría durando poco, ya que sería relevado de su cargo a los pocos meses de comenzado el año deportivo 2011. En su lugar no fue confirmado aún un reemplazante, por lo que Etchegaray tomó el mando como director general. Al mismo tiempo, luego de desarrollada la Etapa de Verano 2011 de Top Race, fue fichado para el equipo de TRV6 el piloto Guido Falaschi, quien llega al equipo luego de su alejamiento del Sport Team. Este piloto terminaría falleciendo unos meses después en un fatal accidente ocurrido en la categoría Turismo Carretera, estando clasificado para disputar tanto el torneo de TC como el de TRV6, categoría en la que competía para el equipo Oil.
En el año 2012, la marca Fiat anunció su retiro de la categoría TC 2000, abandonando el proyecto iniciado en 2009. Por tal motivo, el Oil Competición asumió la responsabilidad plenipotencial de representar a la marca sin apoyo oficial de la terminal italiana, y anunciando como pilotos a Emiliano Spataro y José María López. Entre tanto, en las demás categorías el equipo mantendría sus alineaciones, con José María López en TC y TRV6, y los hermanos Nazareno y Emiliano López en TC Pista. Una vez comenzado el campeonato, José María López dejaría el equipo de Top Race para unirse al PSG-16 Team.
En 2013, los hermanos continuarían en la categoría, del mismo modo que José María López, añadiendo a la escudería al piloto Esteban Guerrieri.